# Chuignes
Chuignes är en kommun i departementet Somme i regionen Hauts-de-France i norra Frankrike. Kommunen ligger i kantonen Chaulnes som tillhör arrondissementet Péronne. År 2022 hade Chuignes 149 invånare.

## Befolkningsutveckling
Antalet invånare i kommunen Chuignes
| Referens: INSEE |